# Stiftskirche St. Peter (Bad Waldsee)

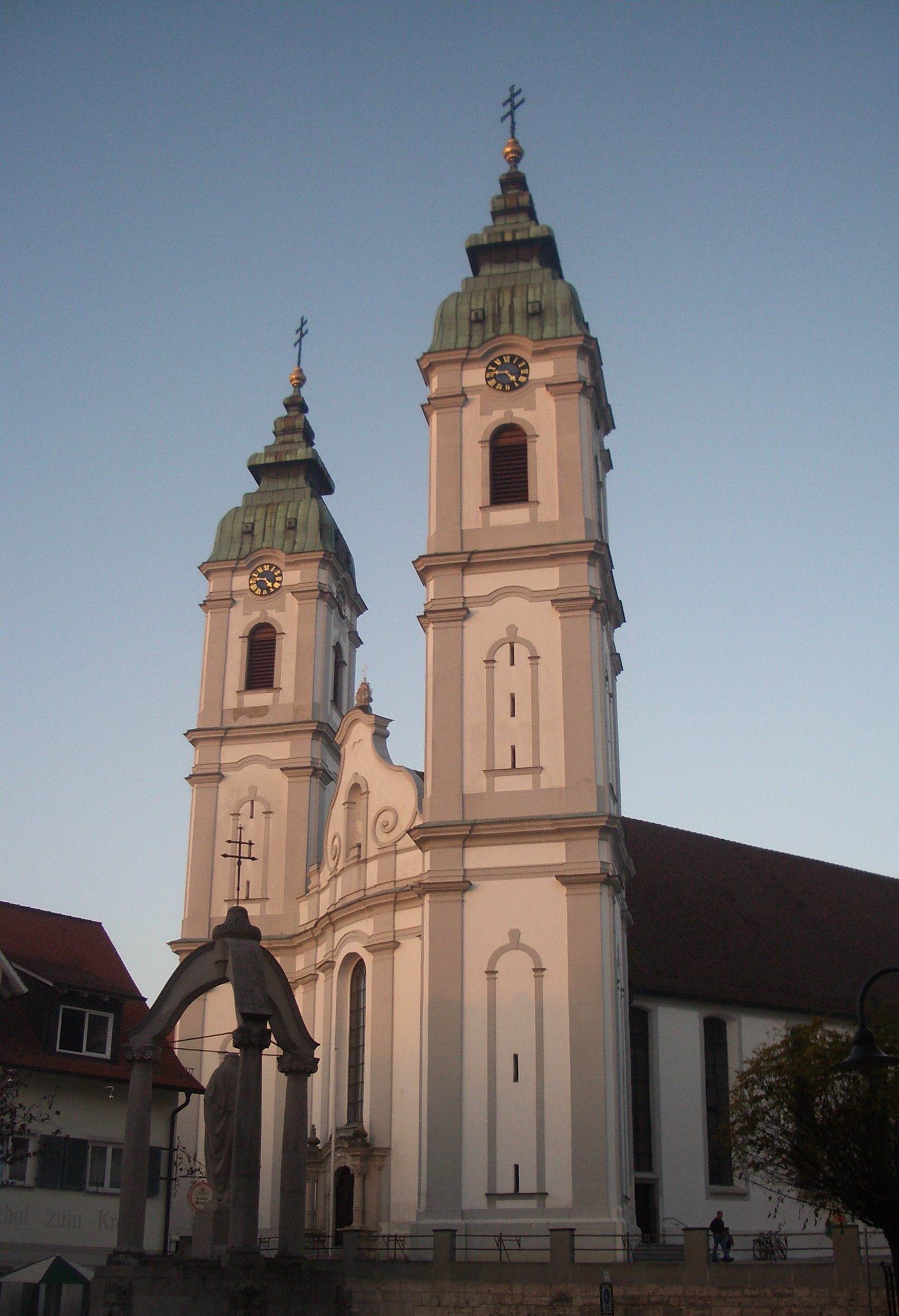
Blick auf die Westfassade der Stiftskirche

Die ehemalige Stiftskirche St. Peter ist eine römisch-katholische Pfarrkirche in Bad Waldsee in Oberschwaben. Sie gehört zur Seelsorgeeinheit Bad Waldsee im Dekanat Allgäu-Oberschwaben der Diözese Rottenburg-Stuttgart.

## Geschichte
Die Geschichte der Kirche geht zurück in das Jahr 926, als erstmals eine Pfarrkirche in Waldsee erwähnt wird. 1181 etablierte sich an der bereits bestehenden Pfarrkirche ein Augustinerchorherrenstift als Gründung Kaiser Friedrich Barbarossas. Die heutige Kirche entstand ab 1479 als gotische, dreischiffige Basilika. Ab 1709 wurden sowohl das Äußere als auch das Innere der Basilika barockisiert. Das Kirchenschiff wurde ab 1765 nach Westen verlängert und mit den beiden mächtigen Doppeltürmen abgeschlossen. Das Stift bestand bis 1788.

## Architektur

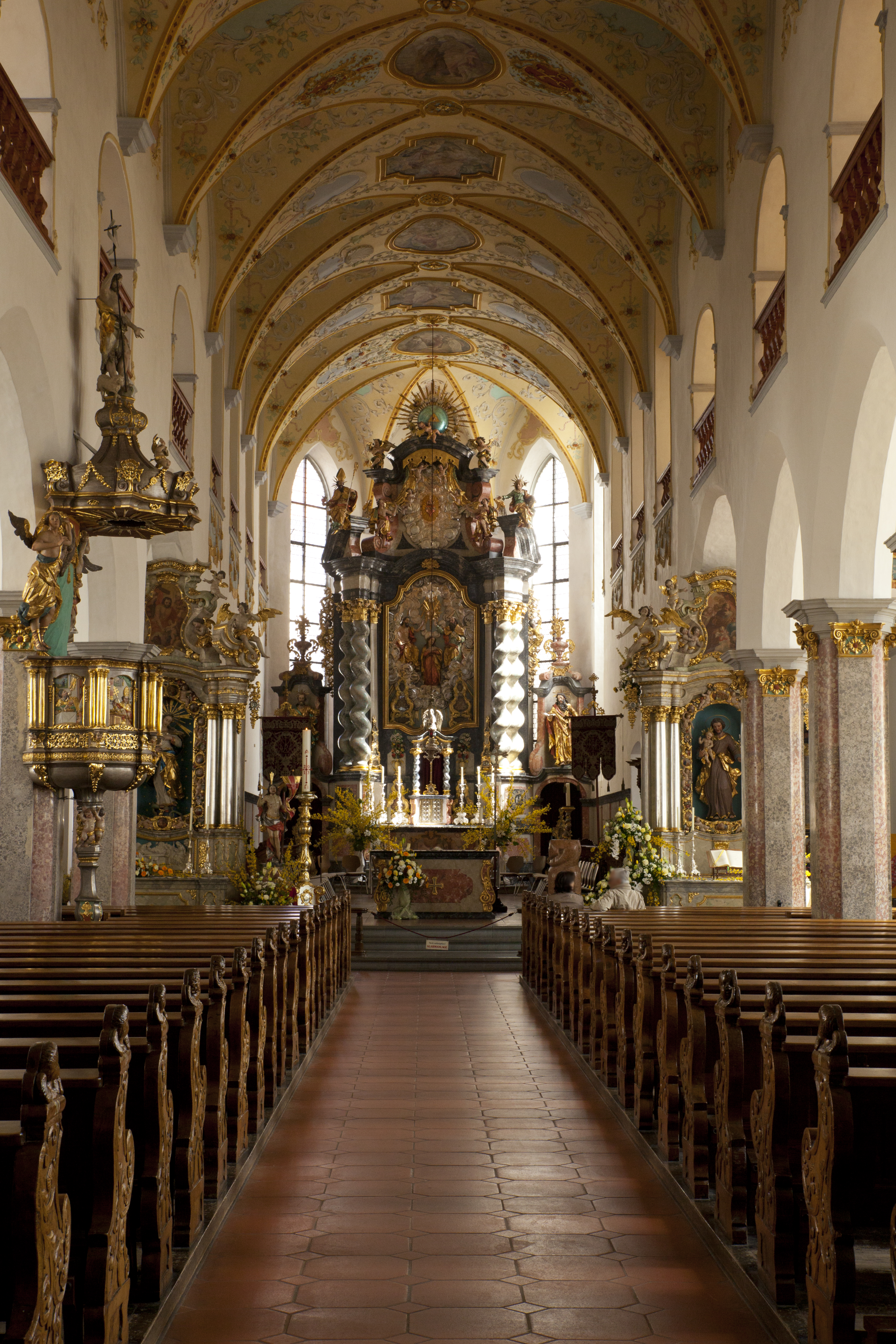
Kirchenschiff und Hochaltar der Stiftskirche St. Peter

Die Kirche zeigt in ihrer heutigen Form eine Mischung aus gotischer Grundstruktur und barocker Gestaltung. Vom gotischen Bau sind noch die Pfeilerarkaden des Langhauses und der Chor erhalten. Die beiden barocken, 60 m hohen Türme sind über Eck angeordnet – ein selten zu findender Westfassaden-Typus. Architekt war Jakob Emele, der das Motiv auch bei den diagonal stehenden Pavillons des Tettnanger Schlosses realisierte.

## Ausstattung

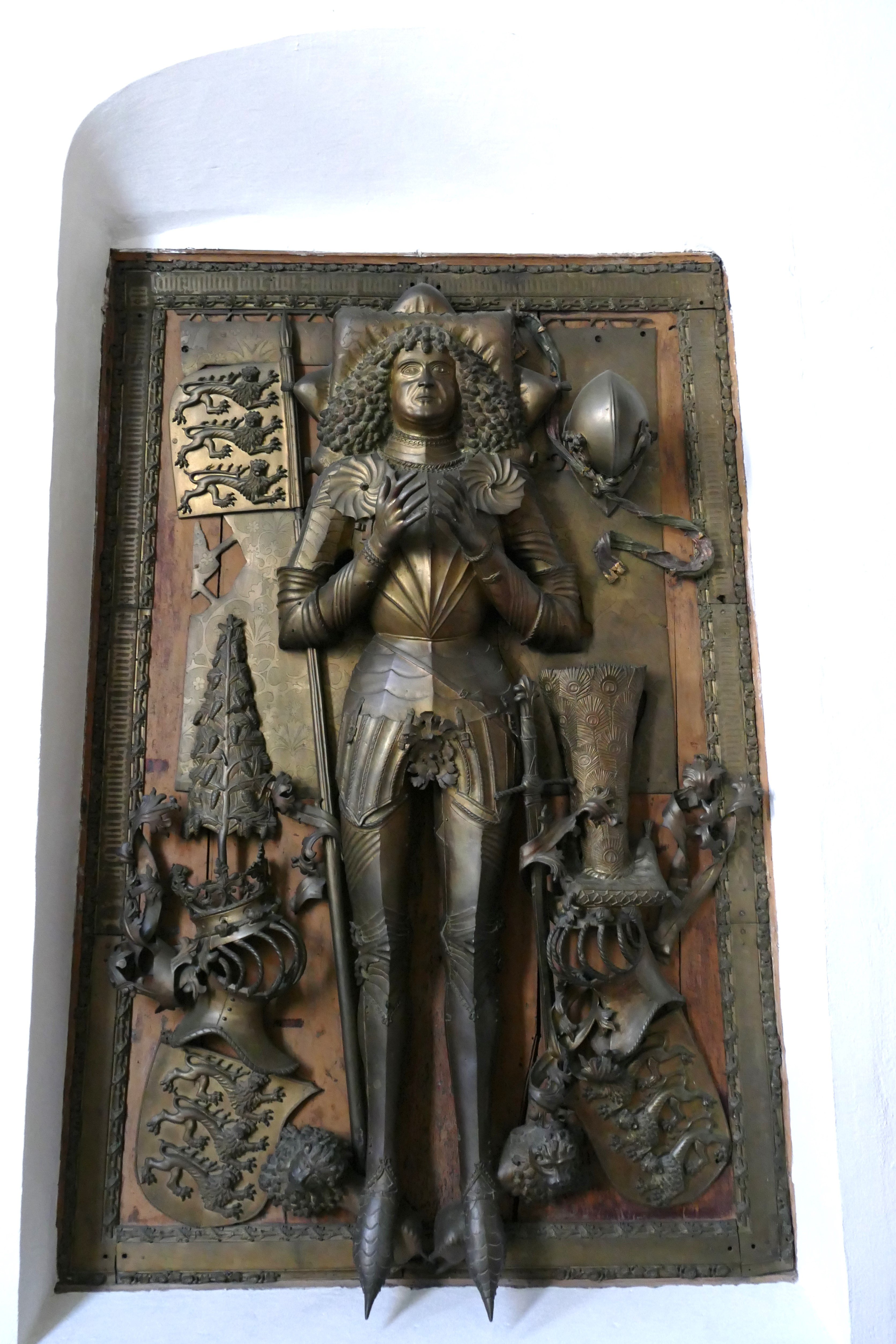
Grabmal von Georg I., Truchseß von Waldburg

Von besonderer Bedeutung ist der barocke Hochaltar aus dem Jahre 1712, der von dem Baumeister der Wieskirche, Dominikus Zimmermann, geschaffen wurde. Der Altar ist 11 m hoch und 7 m breit. Das Hauptbildwerk des Altars ist die „Marienkrönung“ des Bildhauers Jakob Bendl aus dem Jahr 1616. Auch das Chorgestühl und der Sakristeischrank sowie der Mariahilf-Altar stammen von Dominikus Zimmermann. Das Abendmahlsfresko in der Sakristei wurde von seinem Bruder Johann Baptist Zimmermann geschaffen.
Die seitlichen Figuren des Hauptaltars stammen von Johann Georg Reusch (1690–1770), der auch die Kanzel (1725) und die beiden Seitenaltäre zu Ehren Mariens und des hl. Josef (1720 bzw. 1724) sowie die Kreuzigungsgruppe in der Beichtkapelle schuf.
Ein bedeutendes Kunstwerk ist das Grabmal Georgs I. Truchseß von Waldburg aus dem späten 15. Jahrhundert in der nördlichen Chorkapelle. Das vergoldete Bronzeepitaph aus der Frührenaissance, im Volksmund auch „Der eiserne Mann“ genannt, wirft bis heute viele Fragen auf: Der Künstler ist unbekannt, das Werk scheint unvollendet, und in der Schlosskapelle in Wurzach befindet sich ein weiteres Grabmal für denselben Verstorbenen. Die ungewöhnlich geöffneten Hände der Figur haben zu unterschiedlichen Deutungsversuchen geführt – darunter die Hypothese, Georg I. habe in seinen Händen ein Herz oder ein Modell der Kirche gehalten, wie es mittelalterlicher Tradition entsprach. Eine neogotische Umgestaltung von 1878/79 wurde 1913/14 wieder beseitigt.
In der nördlichen Maria-Hilf-Kapelle befindet sich ein Gedenkort für die selige Gute Beth, eine lokale Volksheilige. 

### Orgel
Die Orgel auf der oberen Empore im hinteren Teil der Kirche ist ein Werk der Manufaktur Reiser Orgelbau aus dem Jahr 1964. Das Orgelgehäuse stammt von der Orgel des Orgelbauers Carl Gottlieb Weigle aus dem Jahr 1853. Die heutige Orgel verfügt über 41 Register auf drei Manualen und Pedal.

### Glocken
| Glocke | Name               | Gewicht | Gießer            | Gussjahr | Schlagton |
| ------ | ------------------ | ------- | ----------------- | -------- | --------- |
| 1      | Hl. Dreifaltigkeit | 1970 kg | Hahn, Landshut    | 1950     | c′        |
| 2      | Maria              | 1500 kg | Claude Rosier     | 1660     | es′       |
| 3      | Hl. Familie        | 0901 kg | Hahn, Landshut    | 1950     | f′        |
| 4      | Petrus             | 0569 kg | Hahn, Landshut    | 1950     | as′       |
| 5      | Gute Beth          | 0400 kg | Wolfart, Lauingen | 1923     | b′        |

## Lage
Das Gotteshaus ist eine Station auf dem Oberschwäbischen Jakobsweg.